# نقش وهب ذو سماوي
نقش وهب ذو سماوي هو أحد النقوش المدونة بخط المسند الجنوبي التي عثر عليها في قرية الفاو بالمملكة العربية السعودية، ويتحدث النقش عن ملك عربي (من أصل نجراني) يدعى «وهب ذو سماوي ذبيان بن أبيثع» كان يحكم تحالفاً قبلياً ضم ثلاثة قبائل هي ذاكر، وأمير، ومهأمر بنهاية القرن الثاني قبل الميلاد في نجران والفاو، ومن خلال النقش يتبين بأن الملك قرر بناء نصب تذكاري لمعبوده اللات في قرية طلو (الفاو حالياً)، يذكر أنه حكمت ثلاث ممالك في نجران من القرن السابع إلى الثاني قبل الميلاد، حيث حكمت مهأمر من القرن السابع إلى الرابع قبل الميلاد، يليها أمير (في تحالف مع مهأمر) من القرن الثالث إلى الثاني قبل الميلاد، ثم تلتها ذاكر (في تحالف مع أمير ومهأمر) من نهاية القرن الثاني قبل الميلاد. .

## الاستكشاف
تم العثور على النقش أثناء التنقيبات الأثرية التي أجرتها جامعة الملك سعود في موقع الفاو، في معبد اللات، وهو محفوظ حاليًا في متحف كلية السياحة والآثار بجامعة الملك سعود بالرياض، دون النقش بخط المسند الجنوبي على كتلة مستطيلة من الحجر الجيري، يتكون من ثلاثة أسطر، يحتوي في بدايته على رمز ديني بشكل رأس وعل، يُرَجح أنه يمثل أحد رموز المعبود (اللات) الذي أقام صاحب النقش عليه نصبًا تذكاريًا في المعبد.

## النقش
النص
1. whbḏsmwy / ḏbyn / bn / ʾbyṯʿ / m
2. lk / ḏkr / wʾmr / wmhʾmrm / bny / wnṣb / ʾl
3. hthw / ʾlt / bqryt / ṭlw / fsmʿt / lhw
1. وهـ ب ذ س م وي | ذ ب ي ن | ب ن | أ ب ي ث ع | م
2. ل ك | ذ ك ر | وأ م ر | وم هـ أ م ر م | ب ن ي | ون ص ب | أ ل
3. هـ ت هـ و | أ ل ت | ب ق ر ي ت ط ل و | ف س م ع ت | ل هـ و.
المعنى:
وهب ذو سماوي ذبيان ابن أبيثع ملك ذاكر وأمير ومهأمر بنى ونصب (نصب تذكاري) لآلهته اللات بقرية طلو فسمعت له.

## تأريخ النقش
يلاحظ أن شكل حرف الـ (ر) به أخدود في وسطه يشبه نقطة المثلث وهذا الشكل مميز لنقوش المسند في القرن الأول قبل الميلاد، ويحتوي حرف الـ (و) على شكل دائرة، وكان شكل حرف الـ (م) مفتوحًا، بالإضافة إلى ذلك تظهر الأحرف (ذ) و (أ) و (ن) بخطوط مستقيمة ومتموجة٬ تشير كل هذه الخصائص الخطية إلى أن تأريخ هذا النقش الجديد من الفاو يعود إلى القرن الثاني أو الأول قبل الميلاد.

## اللغة
إذا كان يمكن استبعاد التمييم في اسم القبيلة مهأمرم (السطر2) فيمكن اعتبار لغة النقش هي اللغة العربية الشمالية، وما يشهد على ذلك أنه تم كتابة اسم قبيلة أمير دون تمييم، علاوة على ذلك فإن الفعل «ب ن ي» مكتوب عليه حرف العلة (ي)، وكذلك اسم المعبود اللات مكتوب مع أداة التعريف «ال»، وفي النقوش السبئية يتم كتابة اسم (ا ل ت) مع أدوات تعريف مختلفة، مثل «هـ ن ل ت»، «هـ ل ت»، ومع أداة التعريف (ن) في نهاية الاسم.

## دراسة النقش
نشرت دراسة حول النقش باللغة الإنجليزية في مجلة الآثار الشرقية مجلد 11، 2018 م، الصادرة عن المعهد الألماني لدراسة الآثار الشرقية في برلين، أعدها الدكتور سعيد فايز السعيد من معهد الملك عبد الله للبحوث والاستشارات بجامعة الملك سعود.

## شرح المفردات
- وهب ذو سماوي: اسم علم يرد لأول مرة في النقوش مع اللقب (ملك)، وهو اسم مركب من جزأين: اسم «وَهب» بمعنى «أعطى» واسم «الإله السماوي»، ومعنى الاسم بشقيه يصبح «هبة (الإله) سماوي» أو هبة السماء. وهو من الأسماء المركبة التي يندر ورودها بهذه الصيغة التي تذكر هذا الإله بعينه. حيث يذكر النقش (AJ 385) من عين جمال في نجران اسم علم مركب يتكون من جزأين: اسم «حرام» واسم: «س م و» وهو اختصار للاسم: «ذ س م ا وي» ٬ والمعبود ذو سماوي هو الإله الرسمي لنجران والمناطق المحيطة بها. وقد تم تخصيص عدة معابد لهذا الإله في المستوطنات القديمة في واحة نجران، ورجما، وضربان، وهو المعبود الرسمي لقبيلة أمير.[1]

تم العثور على معبد ذو سماوي في منطقة (حِما) في موقع عين حلقان، الذي يحتوي على نقش صخري كتب عليه اسم ذو سماوي. كما تم الكشف عن عبادة ذو سماوي في وادي الشظيف في منطقة الجوف في اليمن، حيث تم تخصيص معبد «يغرو» له. ووفقًا للنقوش، أيضًا في مدن الجوف القديمة في هرم، وبراقش، وكذلك في مدينة مأرب، كانت توجد العديد من المعابد المكرسة لعبادة ذو سماوي، لكن لا يزال مجهولًا أماكن تواجد هذه المعابد على وجه التحديد.
- ذاكر: اسم قبيلة ومملكة ورد ذكرها  في النقش السبئي (Demirjian1) الذي يؤرخ إلى القرن السادس قبل الميلاد بصيغة (ذ ك ر م)، كتب هذا النقش مبعوث الملك السبئي (ي د ع أ ل ب ي ن)، الذي يتحدث فيه عن قدوم (وفد دبلوماسي) إلى أرض ودولة في شمال شبه الجزيرة العربية. ويشير في السطور 18 و 19 إلى قبائل (ذ ك ر م) و (ل ح ي ن) و (أب أ وس) و (ح ن ك).[1]
- أمير: اسم قبيلة ومملكة مشهورة في النقوش العربية الجنوبية (اليمنية القديمة)، كانت أراضيها تمتد حتى واحة نجران. دخلت قبيلة أمير في حلف مع قبيلة مهأمر منذ القرن السابع قبل الميلاد، عندما أقامت الأخيرة مملكة مستقلة. ومن المعروف أن مملكة مهأمر قد تعرضت لحملات عسكرية (تأديبية) قام بها السبئيون خلال القرنين السابع والسادس قبل الميلاد في عهد المكاربة. وفي الآونة الأخيرة، اكتشف فريق التنقيب السعودي في نجران نقشًا جديدًا يعود إلى القرن الثالث قبل الميلاد، يذكر اسم ملك أمير (هـ وت ر ع ث ت | ذ ر ح ا ن | ب ن | م س ي ك م). وحتى الآن يعتبر هذا الملك هو الملك الوحيد المعروف لقبيلة أمير.
- مهأمر: اسم قبيلة ومملكة كانت أراضيها في إقليم نجران، ورد ذكرها في النقش السبئي (RES 3943) الذي يؤرخ إلى القرن السابع قبل الميلاد، حيث يذكر هذا النقش حملة عسكرية قام بها الملك السبئي (ك ر ب أ ل  وت ر | ب ن | ذ م ر ع ل ي) ضد (ل ي ع ذ ر أ ل) ملك مهأمر. وهناك نقش جديد يذكر ملك آخر لمهأمر يحمل الاسم نفسه: (ل ي ع ذ ر أ ل). ومع ذلك فقد تم تأرخة هذا النقش إلى القرن الرابع قبل الميلاد. وبناءً على ذلك، يمكن الإشارة إلى أن مملكة مهأمر ربما استمرت تقريبًا أربعة قرون (من القرن السابع - الرابع قبل الميلاد)، ومن المُرَجح أن تكون مملكة أمير قد ظهرت كمملكة مستقلة في القرن الثالث قبل الميلاد.[1]

## تفسير النقش[1]
• يلقي هذا النقش الملكي الجديد الضوء على التاريخ السياسي لنجران والفاو في القرون التي سبقت العصر المشترك.
• صاحب النقش هو الملك وهب ذو سماوي ذبيان ابن أبيثع، الذي يرد ذكره لأول مرة، في هذا النقش.
• يثير مضمون هذا النقش، في ضوء المعرفة المتوفرة حاليًا، عددًا من الأسئلة التاريخية المعقدة فيما يتعلق بمملكتي نجران والفاو.
• أول هذه الأسئلة يدور حول هوية الملك وأصله، وكذلك هوية والده «أبيثع».
• يتضمن اسم الملك اسم الإله الرئيس لنجران (ذو سماوي) وهذا يشير إلى أن الملك (وهب ذو سماوي) من أصل نجراني، وما يؤكد صحة هذه الفرضية، هو أن اسم أبو الملك (أ ب ي ث ع) معروفاً بين الأسماء الشخصية في نقوش نجران، بالإضافة إلى قائمة ملوك حضرموت مثل (أب ي ث ع س ل ح ن | ب ن ذ م ر ع ل ي) في النقشKR 2,3)) و (ي ش ر أ ل | ب ن | أ ب ي ث ع | م ك ر ب | ح ض ر م وت) المذكور في النقش  (KR 10) والنقش (RES 2687).
• وبناءً على ورود ذكر «أ ب ي ث ع» في نقوش نجران، فمن المُرَجح أن  صاحب هذا النقش (وهب ذو سماوي)، يكون أبن «أ ب ي ث ع». ومع ذلك، لا يزال السؤال حول هوية وأصل «أ ب ي ث ع». الذي يظهر اسمه على العملات العربية الشرقية التي يعود تاريخها إلى نهاية القرن الثالث قبل الميلاد. إذا اعتبرنا أن «أ ب ي ث ع» على العملات هو نفس «أ ب ي ث ع» الموجود في نقوش «بير حما» و «وادي الشظيف» - ربما كان حاكمًا لإحدى الممالك الصغيرة في شرق الجزيرة العربية. وإذا كان الأمر كذلك فربما يكون قد شكل تحالفًا مع قبائل ذاكر وأمير ومهأمر في نجران لتشكيل مملكة تضم واحة نجران والفاو وهاجر (جرها) في شرق شبه الجزيرة العربية.
• فيما يتعلق بموقع قبيلة ذاكر المذكورة في هذا النقش الملكي إلى جانب قبائل أمير ومهأمر (م ل ك | ذ ك ر| وأ م ي ر | وم هـ أ م ر)، هناك العديد من الاحتمالات بأن هذه القبيلة هي نفسها التي ورد ذكرها في النقش السبئي (Demirjian 1/19) الذي  يؤرخ إلى القرن السادس قبل الميلاد. وفي نقش أخر تم ذكر أرض هذه القبيلة مع قبائل لحيان، و (أب أوس) و (حنك).
• من المعروف أن أرض لحيان تقع في شمال غرب شبه الجزيرة العربية، ويرجح أن أرض قبيلة حنك كانت موجودة في الفاو.
• من المرجح أن مركز قبيلة حنك كان أولاً في الفاو، ثم انتقل في حوالي (القرن الثالث إلى الثاني قبل الميلاد) إلى موقع بين الفاو ونجران، ووادي الجوف في اليمن. استقرت قبيلة ذاكر في نفس أماكن قبيلة حنك، أي في الفاو، التي كانت تسيطر على المنطقة الواقعة بين وادي الدواسر ونجران، وبالتالي يمكن تفسير تحالف ذاكر مع قبيلتي أمير ومهأمر.
• لا تزال هذه الفرضية مجرد رأي قابل للصحة أو الخطأ حتى هذه اللحظة، نظرًا لأن النقوش لا تقدم أدلة واضحة ودامغة.
• هذا الافتراض يشير إلى أن (ذ ك ر م) المذكورة في نقوش القرن السادس قبل الميلاد هي نفسها (ذ ك ر) المذكورة في هذا النقش، وإذا كان هذا صحيحاً فإن تاريخ ظهور «الفاو» على الساحة السياسية ودورها المهم في تجارة القوافل  يعود إلى القرن السادس قبل الميلاد، وبالتالي تحدد الفرضية الحالية تاريخ هذه الأحداث إلى القرن الرابع قبل الميلاد.
• يبدو أن عملات (أ ب ي ث ع) التي تم العثور عليها في المنطقة الشرقية من شبه الجزيرة العربية تشير إلى أن أراضي ذاكر ربما كانت تقع في تلك المنطقة التي ازدهرت فيها مدنها خلال القرنين الرابع والثالث قبل الميلاد، وبالتالي فقد أدت دوراً مهمًا في تجارة القوافل بين جنوب وجنوب غرب وشرق الجزيرة العربية.
• من المرجح أن قبيلة ذاكر دخلت في حلف ضم كل قبيلة أمير وقبيلة مهأمر امتد من نجران عبر الفاو إلى شرق الجزيرة العربية.
استنتاج
• بناءً على الأدلة المذكورة أعلاه والمتاحة حتى الآن، يمكن أن نفترض أن موقع أراضي قبيلة ذاكر قد تكون بين الفاو ونجران، وأنه في حوالي القرن الثاني قبل الميلاد تشكلت مملكة جديدة عرفت باسم (ذاكر) على إثر قيام تحالف ضم كل من قبائل ذاكر وأمير ومهأمر. وأن الملك وهب ذو سماوي هو ابن أبيثع الذي ورد ذكره في نقوش نجران ووادي الشظيف والفاو.
• حكمت ثلاث ممالك في نجران من القرن السابع إلى الثاني قبل الميلاد. حيث حكمت مهأمر من القرن السابع إلى الرابع قبل الميلاد، يليها أمير (في تحالف مع مهأمر) من القرن الثالث إلى الثاني قبل الميلاد، ثم تلتها ذاكر (في تحالف مع أمير ومهأمر) من نهاية القرن الثاني قبل الميلاد.

## ملوك مهأمر وأمير وذاكر
جدول يوضح التسلسل الزمني لملوك وممالك مهأمر٬ وأمير٬ وذاكر
| المملكة                      | التأريخ                   | الملك                              |
| ---------------------------- | ------------------------- | ---------------------------------- |
| مهأمر                        | القرن السابع - الرابع ق.م | لي عذر إيل الأول لي عذر إيل الثاني |
| أمير (بتحالف مع مهأمر)       | القرن الثالث - الثاني ق.م | هوتر عثت                           |
| ذاكر (بتحالف مع أمير ومهأمر) | نهاية القرن الثاني ق.م    | وهب ذو سماوي                       |